# Odynerus spoliatus
Odynerus spoliatus är en stekelart som beskrevs av Cameron. Odynerus spoliatus ingår i släktet lergetingar, och familjen Eumenidae. Inga underarter finns listade i Catalogue of Life.